# Montfaucon-Montigné
Pour les articles homonymes, voir Montfaucon et Montigné (homonymie).
Montfaucon-Montigné est une ancienne commune française située dans le département de Maine-et-Loire, en région Pays de la Loire.
Cette commune est née en 2000, du regroupement des deux anciennes communes voisines de Montfaucon-sur-Moine et de Montigné-sur-Moine. Le 15 décembre 2015, elle est devenue une commune déléguée au sein de la commune nouvelle de Sèvremoine.
Située à 19 km au nord-ouest de Cholet et 35 km au sud-est de Nantes, elle se trouve à l'extrême sud-ouest du Maine-et-Loire, à proximité des départements de la Loire-Atlantique et de la Vendée.

## Géographie

### Localisation
Cette petite ville angevine de l'ouest de la France se situe dans la région des Mauges, au sud-ouest du Maine-et-Loire, sur la route D762 qui va de Villedieu-la-Blouère (7 km) à Gétigné (10 km).
Le territoire des Mauges est la petite région qui couvre la partie sud-ouest du Maine-et-Loire, délimitée au nord par la Loire et à l'est par le Layon.

### Géologie et relief
Montfaucon se situe sur un mamelon qui domine la rive droite de la rivière la Moine, tandis que Montigné se trouve sur un haut plateau incliné au nord vers la Moine et au sud-est vers le ruisseau de Landrie. Sur les terrains primaires des Mauges, on trouve un pays de bocage sur des terrains anciens, composés de schistes et de granites.
D'une superficie de près de 17 km2 (1 680 hectares), 29 hectares pour Montfaucon et 1 651 hectares pour Montigné, son altitude varie de 27 à 122 mètres.

### Hydrographie
La commune est traversée par la Moine et par ses affluents, les ruisseaux de l'Humeau, l'Aiguefou, de Lurette et de la Frapinière. Sa vallée est encaissée et bordée de coteaux localement escarpés. Elle est inscrite en Zone naturelle d'intérêt écologique, floristique et faunistique (ZNIEFF).

### Climat
Son climat est tempéré, de type océanique. Le climat angevin est particulièrement doux, compte tenu de sa situation entre les influences océaniques et continentales. Généralement les hivers sont pluvieux, les gelées rares et les étés ensoleillés.

### Voies de communication et transports
Résultat de la fusion de 2000, la commune est vaste. Elle est desservie par les routes N 762 (Chalonnes-Gétigné) et N 249 (Cholet-Nantes).
La commune est également desservie par une ligne d’autobus, la ligne 22 Angers-Montigné du réseau interurbain de Maine-et-Loire AnjouBus, qui passe par Villedieu-la-Blouère, Saint-Germain-sur-Moine, Montfaucon-sur-Moine et Montigné-sur-Moine. La ligne 8, Cholet-St Florent le Vieil, est accessible à Beaupréau, et la ligne 33, Cholet-Torfou, est accessible à Torfou.
La gare ferroviaire la plus proche est celle de Boussay-La Bruffière.

### Aux alentours
Hameaux et lieux-dits : la Guerche, la Ménardière, la Haute et la Basse Boissière, le Bois Buteau, les Grands Champs, les Grandes Pièces, l'Humeau, Chapelle de l'Humeau, la Charloitière, la Gourmenière, les Quéreaux, la Pièce du Moulin, la Gourbelière, la Basse Raimbaudière, la Bâtardière, la Râtellerie, la Rinière, le tail, les Landes, la Gandonnière, la basse et la haute Marquerie,.
Communes aux alentours : Saint-Germain-sur-Moine (2 km), Roussay (5 km), Saint-Crespin-sur-Moine (5 km), La Renaudière (5 km), Tillières (6 km), Villedieu-la-Blouère (7 km), Torfou (7 km), Boussay (8 km), La Romagne (9 km) et Gesté (9 km).

## Urbanisme
Morphologie urbaine : le village s'inscrit dans un territoire essentiellement rural.
En 2008, le nombre total de logements dans la commune était de 850. Parmi ces logements, 89 % étaient des résidences principales, 3 % des résidences secondaires et 8 % des logements vacants. Ces logements étaient pour une part de 93 % des maisons et de 7 % des appartements. Toujours sur l'ensemble des logements de la commune, 1 % étaient des studios, 4 % des logements de deux pièces, 14 % de trois pièces, 29 % de quatre pièces, et 53 % des logements de cinq pièces ou plus.
Les résidences principales construites avant 2006, dataient pour 46 % d'avant 1949, 19 % entre 1949 et 1974, 22 % entre 1975 et 1989, et 13 % entre 1990 et 2005.
Le nombre de ménages propriétaires de leur logements était de 76 %, proportion supérieure à la moyenne départementale (60 %), et le nombre de ménages locataires était de 23 %. On peut également noter que 1 % des logements étaient occupés gratuitement.
L'ancienneté d'emménagement dans la résidence principale, rapporté au nombre de ménages, était de 13 % depuis moins de deux ans, 22 % entre deux et quatre ans, 12 % entre cinq et neuf ans, et 53 % de dix ans et plus.
En 2012, on y trouvait 944 logements, dont 88 % étaient des résidences principales, pour une moyenne dans le département de 90 %, et dont 80 % des ménages en étaient propriétaires.

## Toponymie et héraldique
Le 29 février 2000, Montigné-sur-Moine est rattachée à Montfaucon (fusion simple) qui devient Montfaucon-Montigné.

### Village de Montfaucon
Formes anciennes du nom de Montfaucon : Chiminus Monfalconensis en 1048, Fevum de Montefalcun en 1114, Mont Falcon en 1134, Mons Falconi en 1150, Ecclesia Sti Jacobi de Monte Falconis en 1179, Montfaulcon XVe-XVIIIe siècles, Montfaucon-sur-Moine en 1876, Montfaucon en 1793 et 1801, Montfaucon-Montigné en 2000.
De nombreux villages sont construits sur des hauteurs, ce qui est le cas de Montfaucon, dont le nom viendrait de « colline du faucon ».
D'autres communes portent le nom de Montfaucon, comme Montfaucon (Aisne), Montfaucon (Doubs), Montfaucon (Gard) et Montfaucon (Lot).

### Village de Montigné
Formes anciennes du nom de Montigné : Montigniacus au XIIIe siècle, Montignetum au XVIe siècle, Montigné-en-Marche en 1540, Parochia Montignensis en 1645, Montigné-sur-Moine au XIXe siècle, Montigné en 1793 et 1801, Montigné-sur-Moine en 1914, Montfaucon-Montigné en 2000.
L'étymologie de Montigné serait soit le bas latin Montiniacus, de mons, montem « montagne », suivi du suffixe -acum, d'origine gauloise, soit du nom d'homme latin Montanius ou Montinius, suivi du suffixe -acum également.
Une autre commune porte le nom de Montigné : Montigné (Charente). Voir Montaniacum.

### Gentilés
Depuis la fusion de février 2000, le nom des habitants de la commune de Montfaucon-Montigné est les Montois.

### Héraldique
| Blason de Montfaucon-Montigné | Blason  | Écartelé: aux 1er et 4e de sable au faucon d’argent, celui du 1er quartier contourné, aux 2e et 3e de gueules au chêne d’argent. Devise / Cri« ense et aratro » |
| Blason de Montfaucon-Montigné | Détails | Le statut officiel du blason reste à déterminer. |

## Histoire
La commune de Montfaucon-Montigné est née en 2000, du regroupement des deux anciennes communes voisines de Montfaucon-sur-Moine et de Montigné-sur-Moine ; création entériné par l'arrêté préfectoral du 28 février 2000, prenant effet le lendemain. Son chef-lieu fixé au chef-lieu de l'ancienne commune de Montfaucon-sur-Moine.
En 2014, un projet de fusion de l'ensemble des communes de l'intercommunalité se dessine. Le 2 juillet 2015, les conseils municipaux de l'ensemble des communes du territoire communautaire votent la création d'une commune nouvelle au 15 décembre 2015, dont la création est officialisée par arrêté préfectoral du 5 octobre 2015.

## Politique et administration

### Administration actuelle
Depuis le 15 décembre 2015, Montfaucon-Montigné constitue une commune déléguée au sein de la commune nouvelle de Sèvremoine et dispose d'un maire délégué.
| Période                                  | Période     | Identité           | Étiquette | Qualité |
| ---------------------------------------- | ----------- | ------------------ | --------- | ------- |
| 15 décembre 2015                         | 26 mai 2020 | Marion Berthommier |           |         |
| 26 mai 2020                              |             | Paul Nerrière,     |           |         |
| Les données manquantes sont à compléter. |             |                    |           |         |

### Administration ancienne

#### Administration municipale
La commune est créée à la Révolution, Montfaucon et Montigné-sur-Moine, puis Montfaucon-Montigné en 2000. Commune fusionnée, aux élections municipales la commune est composée de deux sections, celle de Montfaucon (six conseillers municipaux) et celle de Montigné (treize conseillers municipaux).
| Période                                                 | Période       | Identité                 | Étiquette    | Qualité                                                      |
| ------------------------------------------------------- | ------------- | ------------------------ | ------------ | ------------------------------------------------------------ |
| Les données manquantes sont à compléter.                |               |                          |              |                                                              |
| 1956                                                    | mars 1971     | Raymond Dollon           |              |                                                              |
| mars 1971                                               | mars 1977     | Yvonne Guille des Buttes |              |                                                              |
| mars 1977                                               | juin 1995     | Jacques Durand           |              |                                                              |
| juin 1995                                               | février 2000  | François-Michel Soulard  | RPR          | Médecin                                                      |
| fusion des communes de Montfaucon et Montigné-sur-Moine |               |                          |              |                                                              |
| février 2000                                            | mars 2014     | François-Michel Soulard  | RPR puis UMP | Médecin Suppléant du député Gilles Bourdouleix (2002 → 2017) |
| mars 2014                                               | décembre 2015 | Marion Berthommier       |              | Commerciale                                                  |

#### Comptes de la commune
| Chiffres clés                                                 | En milliers d'Euros | En euros par habitant | Chiffres 2001 |
| ------------------------------------------------------------- | ------------------- | --------------------- | ------------- |
| Total des produits de fonctionnement (A)                      | 1 644               | 820                   | 1 056         |
| Total des charges de fonctionnement (B)                       | 1 364               | 680                   | 874           |
| Résultat comptable (R=A-B)                                    | 280                 | 140                   | 183           |
| Total des ressources d'investissement (C)                     | 236                 | 118                   | 519           |
| Total des emplois d'investissement (D)                        | 314                 | 157                   | 509           |
| Besoin ou capacité de financement des investissements (E=D-C) | 78                  | 39                    | -10           |
| Encours de la dette au 31/12                                  | 1 600               | 798                   | 1 355         |
| Annuité de la dette                                           | 179                 | 89                    | 223           |

| Fiscalité locale                    | Taux    |
| ----------------------------------- | ------- |
| Taxe d'habitation (y compris THLV)  | 13,73 % |
| Foncier bâti                        | 19,97 % |
| Foncier non bâti                    | 43,05 % |
| Cotisation foncière des entreprises | 0,00 %  |

### Jumelage et partenariat
Il n'y a pas de jumelage.

### Ancienne situation administrative

#### Intercommunalité
Après avoir été membre de la communauté de communes du Val-de-Moine, la commune intègre à partir de 2007 celle de Moine et Sèvre. Cette structure intercommunale regroupe dix communes : Le Longeron, Montfaucon-Montigné, La Renaudière, Roussay, Saint-André-de-la-Marche, Saint-Crespin-sur-Moine, Saint-Germain-sur-Moine, Saint-Macaire-en-Mauges, Tillières et Torfou.
L'intercommunalité est membre du syndicat mixte Pays des Mauges, structure administrative d'aménagement du territoire, composée de sept communautés de communes : la CC du Bocage (s'est retirée du syndicat mixte le 1er décembre 2015), la CC du canton de Champtoceaux, la CC Montrevault Communauté, la CC du canton de Saint-Florent-le-Vieil, la CC du Centre-Mauges, la CC de la région de Chemillé et la CC de Moine et Sèvre.
Autres groupements : la commune est également membre de plusieurs autres groupements, comme le syndicat intercommunal à vocation multiple (SIVOM) de Montfaucon, le syndicat du centre de secours et d'incendie de Montfaucon, le syndicat du C.E.S., le syndicat intercommunal pour l'alimentation en eau potable de la région de Cholet, le syndicat intercommunal pour l'aménagement de la Moine, et le syndicat intercommunal pour la destruction des taupes.
À la création de la commune nouvelle Sèvremoine, cette dernière se substitue dans tous les actes en vigueur et emporte suppression de la communauté de communes Moine et Sèvre.

#### Autres circonscriptions
Jusqu'en 2014 Montfaucon-Montigné est chef-lieu du canton de Montfaucon-Montigné, et fait partie de l'arrondissement de Cholet. Le canton comporte alors onze communes : Le Longeron, Montfaucon-Montigné, La Renaudière, La Romagne, Roussay, Saint-André-de-la-Marche, Saint-Crespin-sur-Moine, Saint-Germain-sur-Moine, Saint-Macaire-en-Mauges, Tillières et Torfou. Il a été constitué en 1800 (1790 Montfaucon Montigné et Saint Germain, 1800 Montfaucon, 2000 Montfaucon-Montigné). C'est l'un des quarante-et-un cantons que compte le département ; circonscriptions électorales servant à l'élection des conseillers généraux, membres du conseil général du département. Dans le cadre de la réforme territoriale, un nouveau découpage territorial pour le département de Maine-et-Loire est défini par le décret du 26 février 2014. Le canton de Montfaucon-Montigné disparait, et la commune est rattachée au canton de Saint-Macaire-en-Mauges, avec une entrée en vigueur au renouvellement des assemblées départementales de 2015.
Montfaucon-Montigné faisait partie de la cinquième circonscription de Maine-et-Loire, composée de quatre cantons, les trois de Cholet et celui de Montfaucon-Montigné ; la cinquième circonscription de Maine-et-Loire étant l'une des sept circonscriptions législatives que compte le département.

#### Instances judiciaires
Il n'y a pas d'administrations judiciaires à Montfaucon-Montigné.
Le Tribunal d'instance se trouve à Cholet, le Tribunal de grande instance, la Cour d'appel, le Tribunal pour enfants, le Conseil de prud'hommes et le Tribunal de commerce se situent à Angers, tandis que le Tribunal administratif et la Cour administrative d'appel se situent à Nantes.

## Population et société

### Évolution démographique
| 1793  | 1800 | 1806 | 1821 | 1831 | 1836 | 1841 | 1846 | 1851 |
| ----- | ---- | ---- | ---- | ---- | ---- | ---- | ---- | ---- |
| 2 918 | 477  | 499  | 632  | 653  | 686  | 675  | 717  | 800  |

| 1856 | 1861 | 1866 | 1872 | 1876 | 1881 | 1886 | 1891 | 1896 |
| ---- | ---- | ---- | ---- | ---- | ---- | ---- | ---- | ---- |
| 756  | 723  | 731  | 662  | 667  | 646  | 703  | 667  | 705  |

| 1901 | 1906 | 1911 | 1921 | 1926 | 1931 | 1936 | 1946 | 1954 |
| ---- | ---- | ---- | ---- | ---- | ---- | ---- | ---- | ---- |
| 605  | 585  | 600  | 582  | 582  | 585  | 637  | 698  | 750  |

| 1962 | 1968 | 1975 | 1982 | 1990 | 1999 | 2004  | 2009  | 2013  |
| ---- | ---- | ---- | ---- | ---- | ---- | ----- | ----- | ----- |
| 807  | 738  | 617  | 565  | 546  | 518  | 1 748 | 1 920 | 2 123 |

| 1793 | 1800 | 1806  | 1821  | 1831  | 1846  | 1851  |
| ---- | ---- | ----- | ----- | ----- | ----- | ----- |
| -    | 917  | 1 232 | 1 019 | 1 010 | 1 115 | 1 135 |

| 1856  | 1861  | 1866  | 1881  | 1886  | 1891  | 1896  |
| ----- | ----- | ----- | ----- | ----- | ----- | ----- |
| 1 182 | 1 194 | 1 187 | 1 133 | 1 134 | 1 100 | 1 045 |

| 1901 | 1921 | 1926 | 1931 | 1936 | 1946  | 1968  |
| ---- | ---- | ---- | ---- | ---- | ----- | ----- |
| 995  | 886  | 941  | 957  | 997  | 1 020 | 1 272 |

| 1975  | 1982  | 1990  | 1999  | - | - | - |
| ----- | ----- | ----- | ----- | - | - | - |
| 1 197 | 1 225 | 1 262 | 1 204 | - | - | - |

### Pyramide des âges
La population de la commune est relativement jeune. Le taux de personnes d'un âge supérieur à 60 ans (21,7 %) est en effet supérieur au taux national (21,8 %) tout en étant toutefois inférieur au taux départemental (21,4 %).
À l'instar des répartitions nationale et départementale, la population féminine de la commune est supérieure à la population masculine. Le taux (50,5 %) est du même ordre de grandeur que le taux national (51,9 %).
La répartition de la population de la commune par tranches d'âge est, en 2008, la suivante :
- 49,5 % d’hommes (0 à 14 ans = 20,9 %, 15 à 29 ans = 19,7 %, 30 à 44 ans = 22,1 %, 45 à 59 ans = 20,3 %, plus de 60 ans = 17 %) ;
- 50,5 % de femmes (0 à 14 ans = 21,1 %, 15 à 29 ans = 18 %, 30 à 44 ans = 19,5 %, 45 à 59 ans = 15,1 %, plus de 60 ans = 26,3 %).

| Hommes | Classe d’âge | Femmes |
| ------ | ------------ | ------ |
| 0,3    | 90 ans ou +  | 0,5    |
| 7,0    | 75 à 89 ans  | 12,7   |
| 9,7    | 60 à 74 ans  | 13,1   |
| 20,3   | 45 à 59 ans  | 15,1   |
| 22,1   | 30 à 44 ans  | 19,5   |
| 19,7   | 15 à 29 ans  | 18,0   |
| 20,9   | 0 à 14 ans   | 21,1   |

| Hommes | Classe d’âge | Femmes |
| ------ | ------------ | ------ |
| 0,4    | 90 ans ou +  | 1,1    |
| 6,3    | 75 à 89 ans  | 9,5    |
| 12,1   | 60 à 74 ans  | 13,1   |
| 20,0   | 45 à 59 ans  | 19,4   |
| 20,3   | 30 à 44 ans  | 19,3   |
| 20,2   | 15 à 29 ans  | 18,9   |
| 20,7   | 0 à 14 ans   | 18,7   |

### Vie locale
Outre les services municipaux, les services publics présents dans la commune sont une brigade de gendarmerie, un centre de secours, une trésorerie, une poste, plusieurs écoles et collèges, une bibliothèque, des structures de petite enfance, un accueil péri-scolaire et une cantine.

### Enseignement
Située dans l'Académie de Nantes, la commune compte deux écoles primaires (école publique L'Oiseau de Feu, et école privée Grains de Soleil), et un collège (collège public Le Pont de Moine).

### Santé
On trouve dans la commune plusieurs médecins généralistes, une pharmacie et un kinésithérapeute. On trouve des infirmiers sur les communes voisines.
La plupart des autres professionnels de la santé se trouvent à Cholet (19 km) où l'on trouve l'hôpital local, ainsi que plusieurs établissements d'hébergement pour personnes âgées dépendantes et une maison de retraite.

### Écologie et recyclage
La collecte des ordures ménagères (collecte sélective) est gérée par la Communauté de Communes Moine et Sèvre.

## Économie

### Revenus de la population et fiscalité
En 2009, le revenu fiscal médian par ménage sur Montfaucon-Montigné est de 16 928 €, pour une moyenne dans le département de 17 211 €.

### Tissu économique
En 2009, sur les 119 établissements présents dans la commune, 22 % relevaient du secteur de l'agriculture (pour une moyenne de 18 % dans le département), et 44 % de celui du commerce et des services. L'année suivante, en 2010, sur 122 établissements présents dans la commune, 21 % relevaient du secteur de l'agriculture (pour une moyenne de 17 % dans le département), 10 % du secteur de l'industrie, 12 % du secteur de la construction, 43 % de celui du commerce et des services et 14 % du secteur de l'administration et de la santé.
Sur 144 établissements présents dans la commune à fin 2012, 17 % relevaient du secteur de l'agriculture (pour une moyenne de 15 % dans le département), 7 % du secteur de l'industrie, 10 % du secteur de la construction, 53 % de celui du commerce et des services et 13 % du secteur de l'administration et de la santé.

### Agriculture
Comme dans le reste du département, l'agriculture est fortement implantée sur ce territoire rural.
Liste des appellations présentes sur le territoire présentes sur le territoire : 
- AOC AOP Beurre Charentes-Poitou, AOC AOP Beurre des Charentes, AOC AOP Beurre des Deux Sèvres, IGP Brioche vendéenne,
- IGP Bœuf de Vendée, IGP Bœuf du Maine, AOC AOP Maine-Anjou, IGP Porc de Vendée, IGP Volailles de Challans, IGP Volailles de Cholet, IGP Volailles de Vendée, IGP Volailles d’Ancenis,
- IGP Maine-et-Loire blanc, IGP Maine-et-Loire rosé, IGP Maine-et-Loire rouge.

### Entreprises et commerces
On trouve dans la commune plusieurs commerces et artisans, dont une alimentation générale avec boucherie, une charcuterie, une boulangerie, un café tabacs journaux, un restaurant, un meunier, un atelier de couture, un charpentier menuisier, un garage.
On trouve également à Montigné une usine spécialisée dans la fabrication de matériel agricole.

### Activité économique de la région
Sur le territoire cantonal on trouvait 1 829 établissements présents dans la commune à fin 2010, répartis pour 23 % du secteur de l'agriculture (pour une moyenne de 17 % dans le département), 9 % dans le secteur de l'industrie, 11 % dans le secteur de la construction, 45 % dans celui du commerce et des services et 11 % dans le secteur de l'administration et de la santé.
Seuls 9 % des établissements comptaient plus de 10 salariés, pour 8 % sur l'ensemble du département.
En 2009, sur les 1 775 établissements sur ce même territoire, 24 % relevaient du secteur de l'agriculture (pour 18 % dans le département), et 44 % du secteur du commerce et des services (pour 52 % sur l'ensemble du département).

## Culture locale et patrimoine

### Monuments historiques
La commune de Montfaucon-Montigné comporte plusieurs inscriptions au Patrimoine, dont deux monuments historiques :
- Chapelle Saint-Jean, Montfaucon, des XIIe XIVe et XVIIe siècles, monument historique classé selon l'arrêté du 20 décembre 1973 (PA00109188).
- Moulins à vent des Grands Jardins, situés au lieu-dit les Grands Jardins, monument historique inscrit selon l'arrêté du 2 janvier 1976 (PA00109191).

### Autres lieux et monuments
D'après l'Inventaire général du patrimoine culturel :
- Église Saint-Jacques, à Montfaucon, des XIIIe et XVIIIe siècles.

On trouve également plusieurs autres lieux :
- Église Saint-Martin, à Montigné ;
- Chapelles du Pâs, de l'Humeau et de La Turmelière, Montigné ;
- Lavoir, Montigné ;
- Lavoir et Moine, Montfaucon ;
- Motte féodale, Montfaucon.

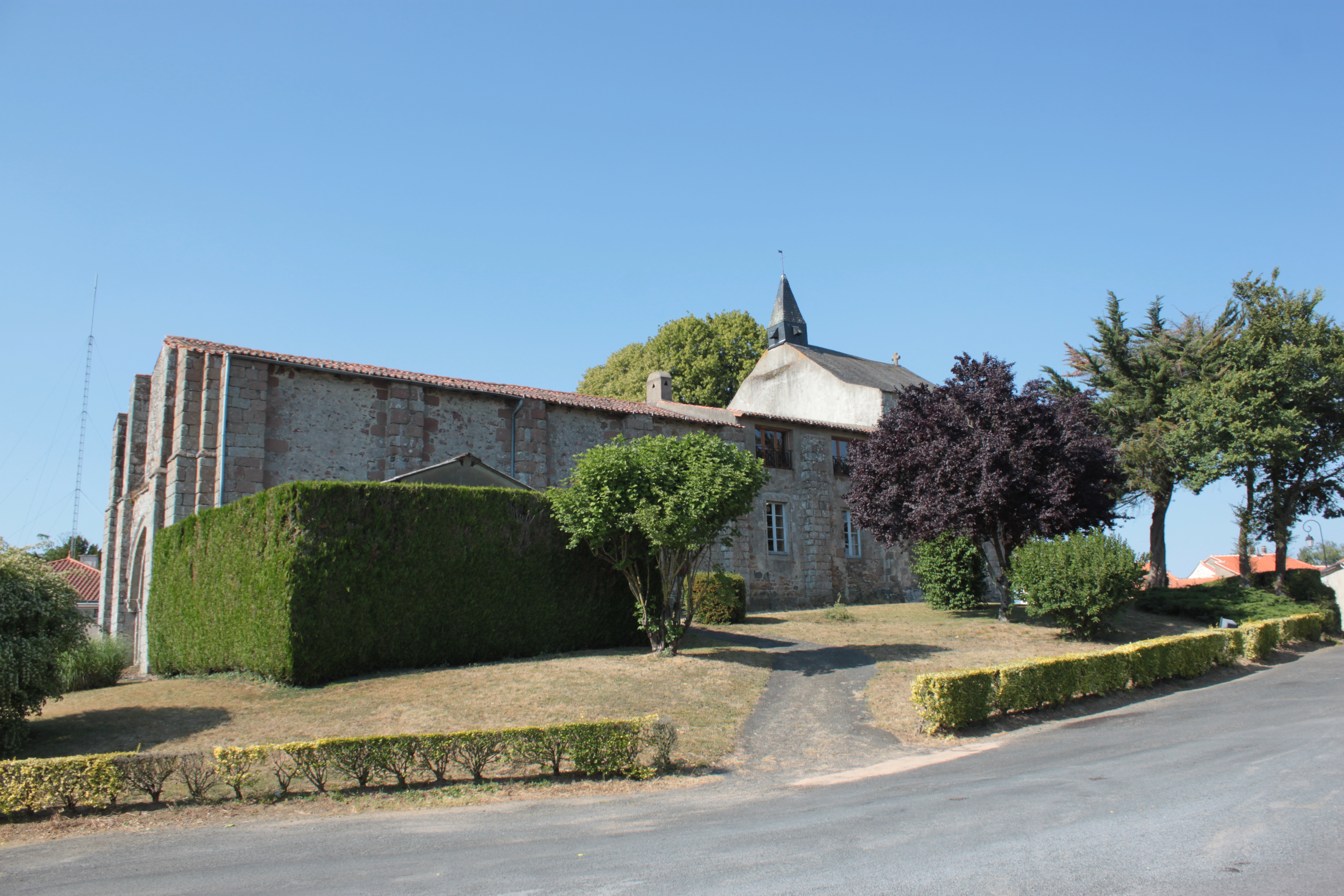
Chapelle Saint-Jean de Montfaucon-Montigné.
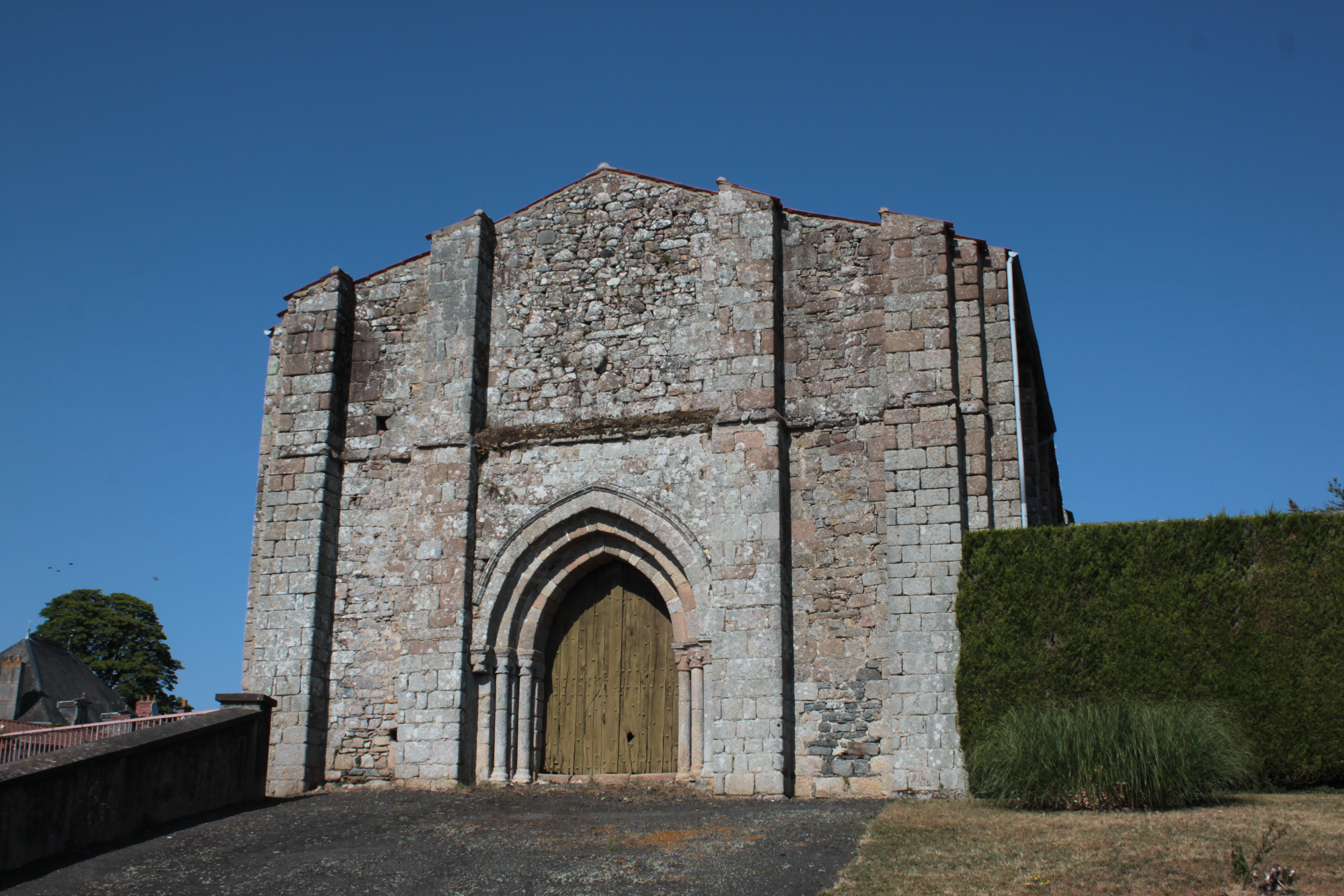
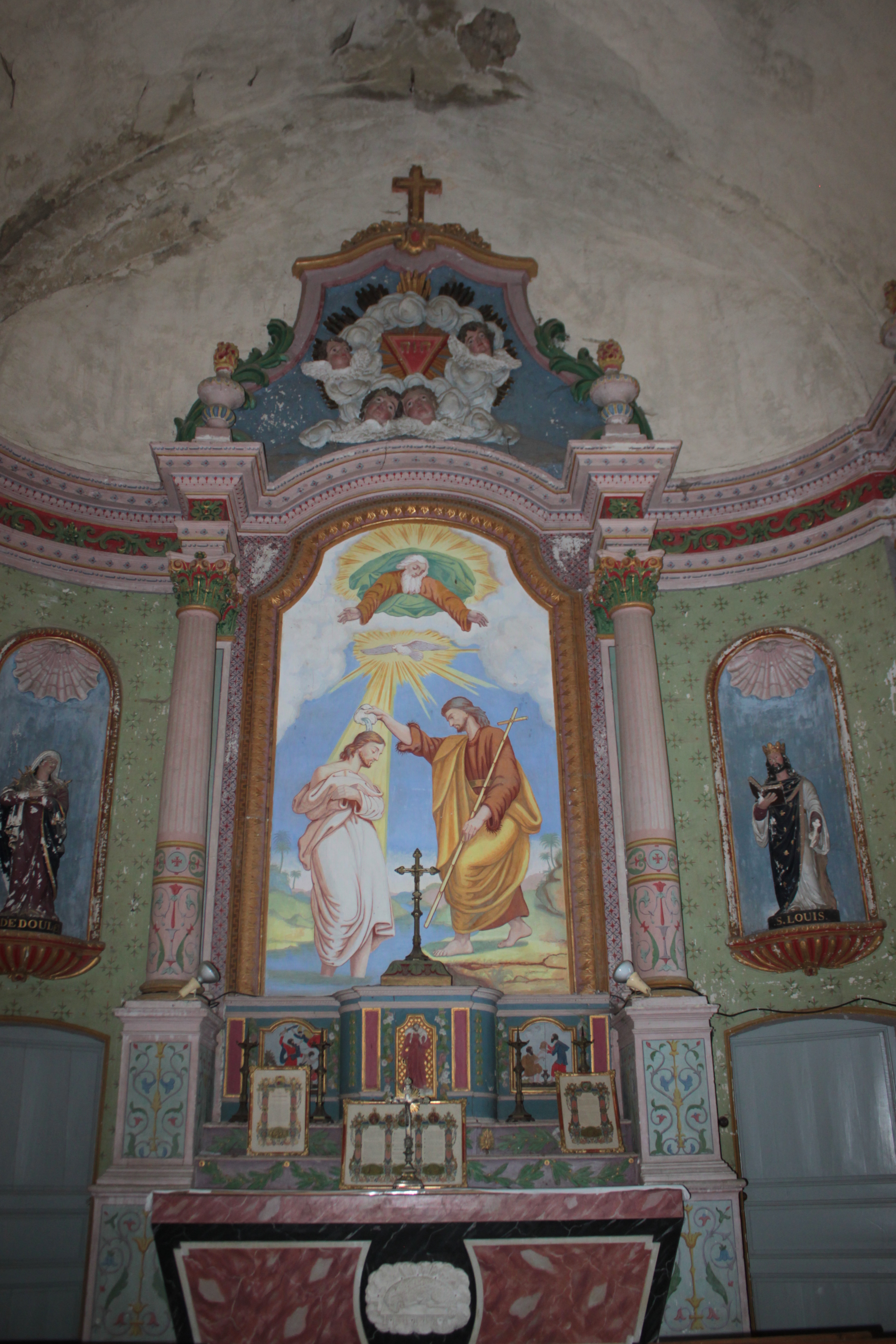
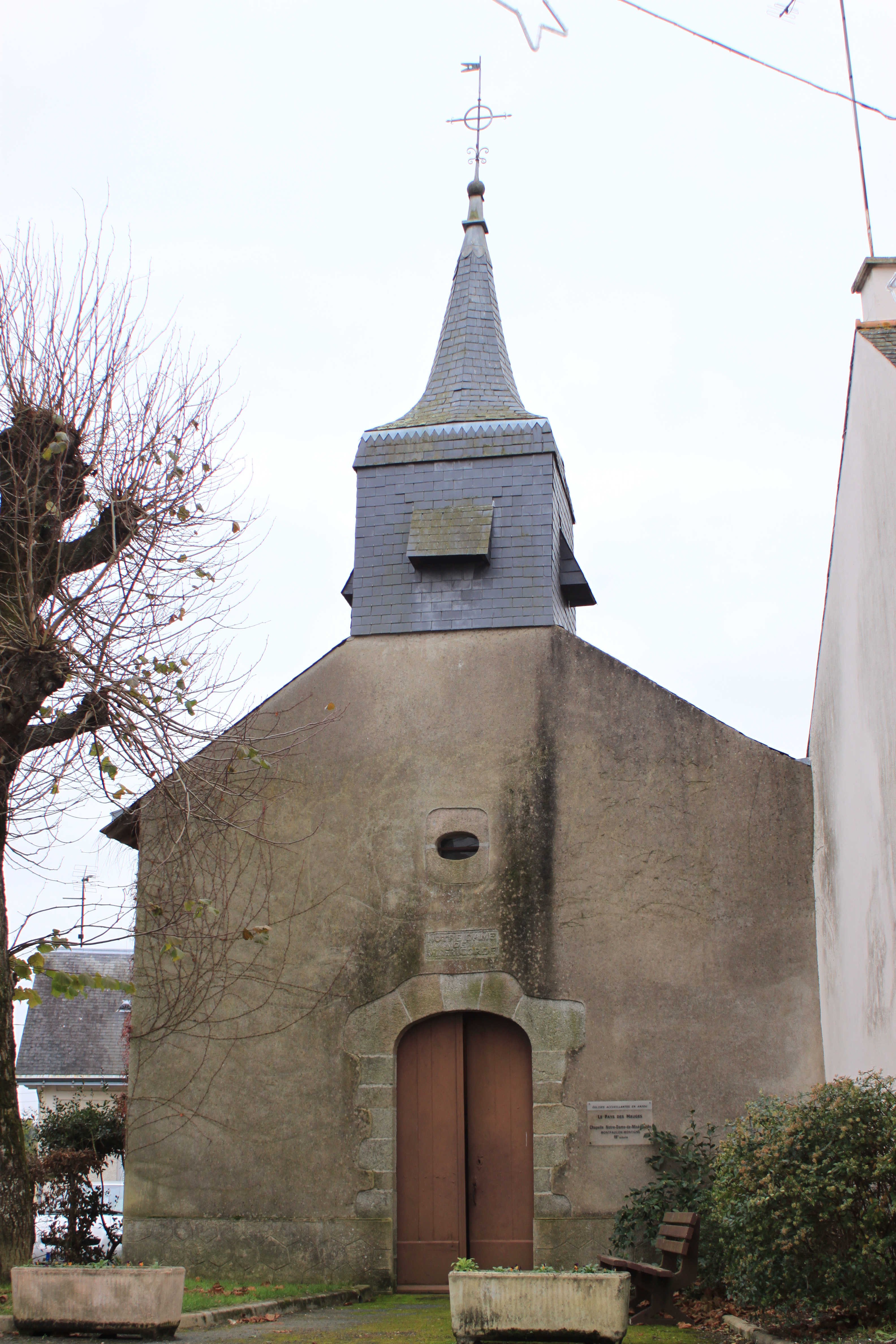
Chapelle Notre-Dame-de-Miséricorde.
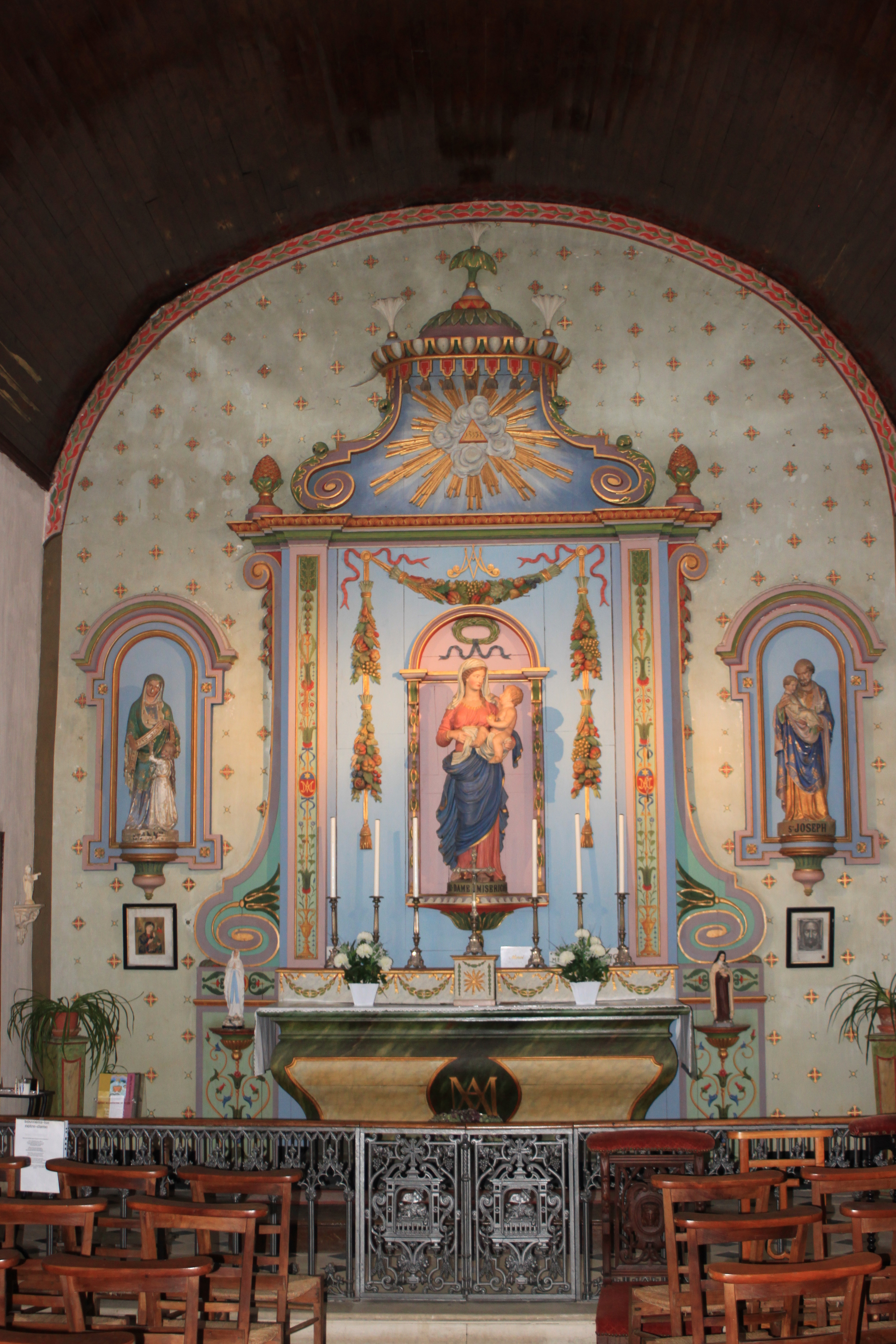
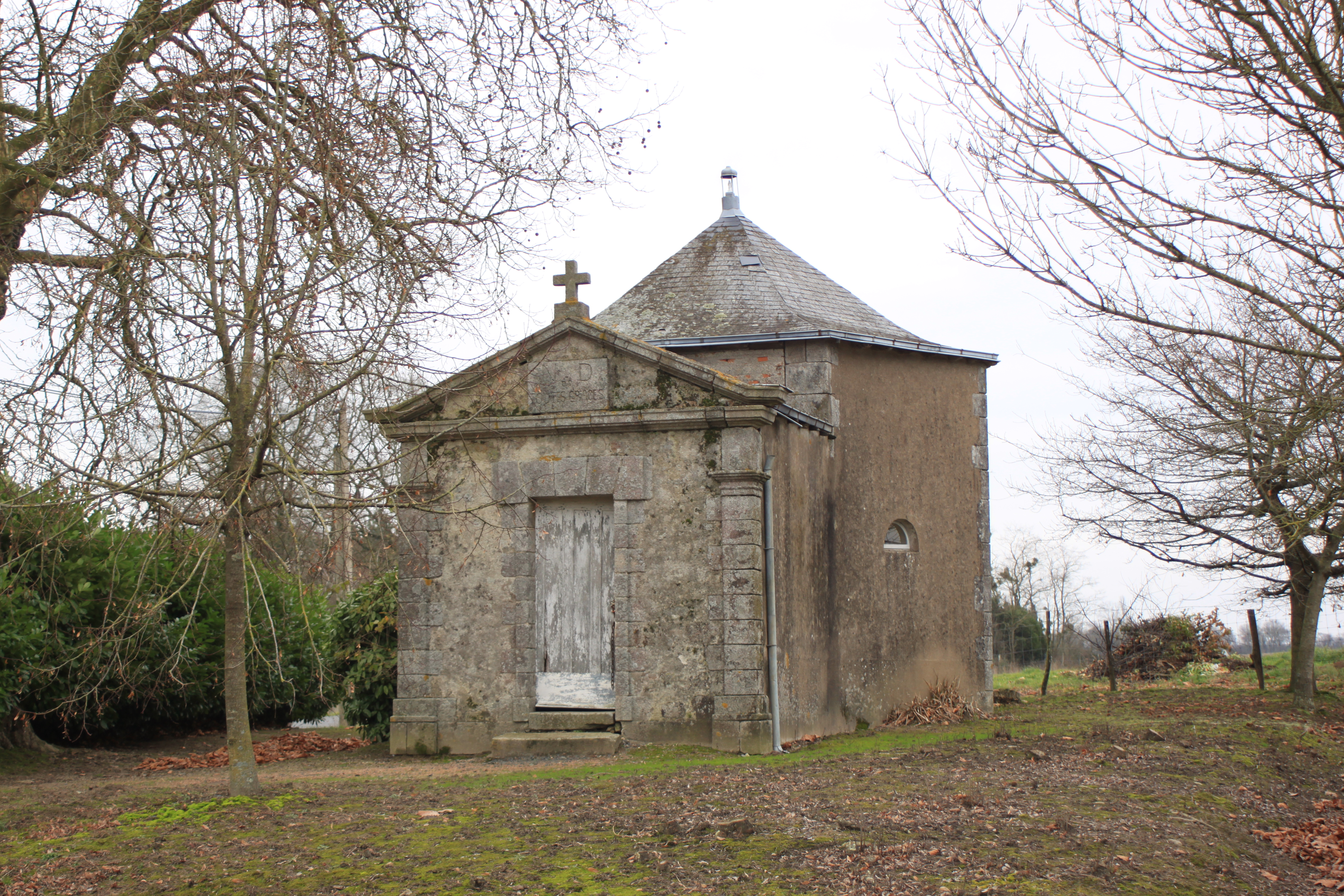
Chapelle Notre-Dame-de-Toutes-Grâces de la Turmelière.

### Personnalités liées à la commune
- Marguerite de Clisson, dame de Montfaucon en Anjou au XVe siècle.
- Seconde maison d’Avaugour, comtes de Goëlo et de Vertus du XVIe au XVIIIe siècle, seigneurs de Clisson, de Montfaucon et de Chantocé.
- François de Lyrot de La Patouillère, seigneur de Montfaucon à la fin du XVIIIe siècle.
- François Carré de Lusançay, dit Yves de La Hautière (1909-1956), chef de bataillon dans la Légion étrangère, officier de la Légion d'honneur, Compagnon de la Libération, est inhumé dans la commune[50].
- Nicolas Silberg (1944- ), né à Montfaucon, acteur français, sociétaire de la Comédie-Française.
- Maurice Ripoche (1895-1944), résistant, dirigeant du réseau CDLL dont le centre de commandement se trouvait au château de la Turmellière au début de la Seconde Guerre mondiale.

## Pour approfondir